# Права ЛГБТ в Ирландии
Отношение в Ирландии к лесбиянкам, геям, бисексуалам и трансгендерам (ЛГБТ) считается одним из самых либеральных в мире.
Ирландия примечательна тем, что превратилась из страны, придерживающейся исключительно консервативного отношения к проблемам ЛГБТ, в страну, придерживающуюся исключительно либеральных взглядов на протяжении целого поколения.
В мае 2015 года Ирландия стала первой страной, узаконившей однополые браки на национальном уровне путем всенародного голосования. The New York Times заявила, что результат голосования поставил Ирландию в «авангард социальных изменений».
С июля 2015 года трансгендеры в Ирландии могут самостоятельно указывать свой пол при замене паспортов, водительских прав, получения новых свидетельств о рождении и вступления в брак.
Однополые сексуальные отношения между мужчинами и женщинами были законными в государстве с 1993 года. Признание правительством прав ЛГБТ в Ирландии значительно расширилось за последние два десятилетия. Гомосексуальность была декриминализована в 1993 году, и теперь большинство форм дискриминации по признаку сексуальной ориентации объявлены вне закона. Ирландия также запрещает разжигание ненависти по признаку сексуальной ориентации.
В 2015 году опрос 1000 человек в Ирландии показал, что 78 % людей поддерживают однополые браки и 71 % считают, что однополым парам следует разрешить усыновление. Опрос 2013 года показал, что 73 % ирландцев согласны с тем, что «однополые браки должны быть разрешены в Конституции». Ранее опрос 2008 года показал, что 84 % ирландцев поддерживают гражданский брак или гражданское партнерство для однополых пар, а 58 % поддерживают полные права на брак в ЗАГСах. Число тех, кто считает, что однополым парам следует разрешать иметь только гражданские партнерства, снизилось с 33 % до 26 %. Опрос The Sunday Times, проведенный в марте 2011 года, показал, что 73 % населения поддерживает полные права на гражданский брак.
В июле 2010 года парламент Ирландии принял Закон о гражданском партнерстве и некоторых правах и обязанностях сожителей, признающий гражданские партнерские отношения между однополыми парами. Законопроект прошёл все этапы в нижней палате без голосования и с перевесом в 48 голосов против 4 в Сенате. Законопроект поддержали все партии, хотя отдельные политики подвергли его критике. Поскольку законодательство о гражданском партнерстве было полностью введено в действие с начала 2011 года, пары геев и лесбиянок получили возможность легально зарегистрировать свои отношения. Законопроект был подписан президентом Мэри Макэлис 19 июля 2010 года. Министр юстиции подписал приказ о начале действия закона 23 декабря 2010 года, и он вступил в силу 1 января 2011 года. Из-за трехмесячного периода ожидания всех гражданских церемоний в Ирландии предполагалось, что первые церемонии заключения однополого брака состоятся в апреле. Тем не менее, в законодательстве предусмотрен механизм подачи исков через суд, и первое партнерство между двумя мужчинами было зарегистрировано 7 февраля 2011 года. Первое публично отмеченное ирландское гражданское партнерство в соответствии с Законом прошло в Дублине 5 апреля 2011 года.
6 апреля 2015 года был подписан Закон 2015 года о детях и семейных отношениях, вносящий поправки (среди прочего) в Закон об усыновлении 2010 года, а 19 июля 2017 года был подписан Закон 2017 года об усыновлении (поправка). Эти законы внесли поправки в ирландский закон об усыновлении, чтобы однополые пары могли усыновлять детей.
В июне 2017 года Лео Варадкар, совершивший каминг-аут в 2015 году, был назначен главой правительства Ирландии и, таким образом, стал четвёртым в мире главой государства/правительства, который является открытым гомосексуалом.

## Легализация однополой сексуальной активности
В 1993 году однополые сексуальные отношения были декриминализованы. Это стало результатом кампании сенатора Дэвида Норриса и Кампании за реформу законодательства о гомосексуализме, которая привела к постановлению в 1988 году о том, что ирландские законы, запрещающие гомосексуальные отношения между мужчинами, противоречат Европейской конвенции о защите прав человека. Кампании за реформу законодательства о гомосексуализме была основана в 1970-х годах для борьбы за декриминализацию мужского гомосексуализма. В её состав вошли сенатор Норрис и будущие президенты Ирландии Мэри Макэлис и Мэри Робинсон. До 1993 года некоторые законы XIX века признавали гомосексуальные отношения мужчин незаконными. Соответствующими законодательными актами были Акт 1861 года о преступлениях против личности и Акт о поправках к уголовному законодательству (1885), оба принятые парламентом Великобритании до обретения Ирландией независимости и отмененные в Англии и Уэльсе в 1967 году, в Шотландии в 1980 году и в Северной Ирландии в 1982 году.
В 1983 году Дэвид Норрис подал иск в Верховный суд, пытаясь оспорить конституционность этих законов, но безуспешно. В своем решении по делу Норрис против Генерального прокурора (вынесенного большинством в 3 голоса против 2) суд сослался на «христианскую природу [ирландского] государства» и утверждал, что криминализация служит общественному здравоохранению и институту брака.
В 1988 году Норрис подал иск в Европейский суд по правам человека, утверждая, что ирландское законодательство несовместимо с Европейской конвенцией о правах человека. Суд в деле Норрис против Ирландии [19] постановил, что криминализация мужского гомосексуализма в Республике нарушает статью 8 Конвенции, которая гарантирует право на неприкосновенность частной жизни в личных делах. Парламент Ирландии декриминализовал мужскую гомосексуальность пятью годами позже, когда министр юстиции Майр Геогеган-Куинн в 1992—1994 годах в правительстве Фианны Файл и лейбористской коалиции включила декриминализацию с установлением равного возраста сексуального согласия (хотя равный возраст сексуального согласия не требовался постановлением ЕСПЧ) в законопроект о различных преступлениях сексуального характера. Ни одна из партий, представленных в Парламенте, не выступила против декриминализации. По совпадению, задача подписания законопроекта, декриминализирующего гомосексуальные отношения между мужчинами, выпала на долю тогдашнего президента Ирландии Мэри Робинсон, открытой защитницы прав геев, которая в качестве адвоката и старшего советника представляла Норриса в его делах в Верховном суде и Европейском суде по правам человека.

### Извинения
19 июня 2018 года премьер-министр Лео Варадкар принес публичные извинения членам ЛГБТ-сообщества за страдания и дискриминацию, с которыми они столкнулись со стороны ирландского государства до легализации гомосексуализма в 1993 году. Обращаясь к Парламенту, он сказал:
Сегодня люди, которым я хочу воздать особую дань, — это неизвестные герои, тысячи людей, чьи имена мы не знаем, которые были криминализованы нашими предками ... Мы можем сказать, что мы извлекли уроки из их жизни и страданий. Их истории помогли изменить нас к лучшему; они сделали нас более терпимыми, понимающими и человечными
Министр юстиции Чарльз Фланаган также принес извинения членам ЛГБТ-сообщества, пострадавшим в результате криминализации гомосексуализма, заявив:
Я приношу искренние извинения всем этим людям, их семьям и их друзьям. Всем, кто почувствовал боль и изоляцию, созданную этими законами, и особенно тем, кто был осужден из-за существования таких законов

## Признание однополых отношений

### Гражданское партнерство
До легализации однополых браков гражданское партнерство было разрешено. Закон о гражданском партнерстве был представлен в Кабинет министров 24 июня 2009 года и опубликован уже 26 июня. Хотя большинство групп защиты интересов ЛГБТ осторожно приветствовали закон, предложение было подвергнуто критике. В одном из основных критических замечаний говорилось, что законодательство эффективно закрепляет дискриминацию в законе, поскольку отдельные договорные отношения с большими привилегиями продолжают существовать для разнополых браков, одновременно с меньшими договоренностями для тех, кто желает заключить гражданские партнерства. В частности, отказ в праве подать заявление об усыновлении парам, состоящим в гражданском браке, был назван особенно дискриминационным.
Законопроект прошёл все этапы в Палате представителей Ирландии 1 июля 2010 года при межпартийной поддержке, в результате чего он был принят без голосования, и был принят с перевесом 48 голосов против 4 в Сенате 9 июля 2010 года. Он предоставил однополым парам несколько прав, которые тогда предоставлялись только супружеским парам, но не признавал детей, воспитываемых однополыми парами, как их законных детей. Ирландский закон разрешал геям усыновлять детей только индивидуально, в то время как однополым парам разрешалось совместно воспитывать детей. Он также предоставил сожителям, как геям, так и натуралам, которые прожили вместе не менее пяти лет, ограниченные права в схеме расставания, когда бывший партнер мог обратиться в суд при разрыве отношений, чтобы заставить другого бывшего партнера оказать финансовую поддержку ему/ей. Законопроект был подписан президентом Мэри Макэлис 19 июля и официально стал Законом о гражданском партнерстве и некоторых правах и обязанностях сожителей 2010 года.
Возможность вступить в гражданское партнерство закончилась 16 ноября 2015 года.

### Однополые браки
Однополые браки легальны в Ирландии после одобрения референдума 22 мая 2015 года, на котором в Конституцию Ирландии были внесены поправки, предусматривающие признание брака независимо от пола партнеров. Эти поправки были подписаны президентом Майклом Д. Хиггинсом как Тридцать четвертая поправка к Конституции Ирландии от 29 августа 2015 года. Закон о браке 2015 года, принятый Парламентом 22 октября 2015 года и подписанный Президентской комиссией 29 октября 2015 года, придал поправке законодательную силу.
Однополые браки были официально признаны в Ирландии 16 ноября 2015 года, а первые брачные церемонии однополых пар прошли 17 ноября 2015 года.

#### Предпосылки к легализации однополых браков
Ирландские суды сначала рассмотрели дело об однополых браках в деле Фой против Ан т-Ард Хларайтеуар и Орс. В этом случае доктор Лидия Фой, трансгендерная женщина, добивалась установления факта, что она родилась женщиной, но страдала врожденной инвалидностью, и утверждала, что существующий правовой режим нарушает её конституционные права выйти замуж за биологического мужчину. В обоснование своего утверждения она ссылалась на прецедентное право ЕСПЧ. Судья Дж. Маккечни отметил, что в Ирландии крайне важно, чтобы стороны в браке принадлежали к противоположному биологическому полу. Судья отметил, что статья 12 Европейской конвенции по правам человека также обоснована. Соответственно, он пришёл к выводу, что у заявительницы нет веских оснований утверждать, что закон, запрещающий ей вступать в брак со стороной того же биологического пола, что и она, является нарушением её конституционного права на вступление в брак. Судья пришёл к выводу, что право на вступление в брак не является абсолютным и должно оцениваться в контексте ряда других прав, включая общественное право. Следовательно, государство имеет право придерживаться точки зрения, которая выражается в его законах и очевидна.
В 2005 году Верховный суд Ирландии вернул дело Фой против Ан т-Ард Хларайтеуар и Орс в Верховный суд для рассмотрения вопросов в свете решения ЕСПЧ по делу Гудвин против Соединенного Королевства. Фой также инициировала новое судебное разбирательство в 2006 году, основываясь на новом Законе о ЕКПЧ, который усилил действие Европейской конвенции о правах человека в ирландском законодательстве. Два дела были объединены и слушались в апреле 2007 года. В деле Фой подчеркнуто решение по делу Гудвин против Соединенного Королевства, в котором Европейский суд по правам человека установил, что Великобритания нарушила права трансгендерной женщины, включая её право на вступление в брак. Дж. Маккечни упрекнул правительство в своем решении и утверждал, что, поскольку в Законе о регистрации актов гражданского состояния, который был принят после решения по делу Гудвин против Соединенного Королевства, нет четкого положения, следует поставить под сомнение вопрос о том, намеренно ли государство воздерживалось от принятия каких-либо средств правовой защиты в качестве меры по решению текущих проблем. Он подчеркнул, что Ирландия очень изолирована от государств-членов Совета Европы в отношении этих вопросов. Судья пришёл к выводу, что из-за отсутствия каких-либо положений, которые позволили бы приобретенную личность доктора Лидии Фой быть юридически признанной в этой юрисдикции, государство нарушает свои позитивные обязательства по статье 8 Конвенции. Он объявил, что ирландское законодательство несовместимо с ЕКПЧ, и добавил, что он также обнаружил бы нарушение права Фой на вступление в брак, если бы это имело отношение к делу.
Фине Гэл, Лейбористская партия, Фианна Файл, Шинн Фейн, Социалистическая партия и Зелёная партия Ирландии — все эти партии поддерживали право на брак для однополых пар.

#### Референдум о брачном равенстве
Новое правительство Лейбористской партии Файн Гаэль согласилось учредить Конституционную конвенцию, в которой, среди прочего, будут рассматриваться вопросы однополых браков. 2 июля 2013 года Конституционный съезд представил официальный отчет парламенту, у которого было четыре месяца на ответ.
5 ноября 2013 года парламент объявил, что референдум, разрешающий однополые браки, будет проведен в первой половине 2015 года. 19 февраля 2015 года премьер-министр Ирландии Энда Кенни объявил, что референдум по вопросам равенства в браке состоится в пятницу, 22 мая 2015 года. Референдум был принят большинством голосов, и в Конституцию Ирландии была добавлена формулировка «Брак может быть заключен в соответствии с законом двумя лицами без различия их пола».

## Усыновление и воспитание
Ирландский закон об усыновлении позволяет подавать заявления об усыновлении детей супружескими парами, совместно проживающими парами или одинокими заявителями. Легализация однополых браков в Ирландии в связи с принятием Закона о детях и семейных отношениях 2015 года и Поправке 2017 года к Закону об усыновлении, что означает, что однополым парам по закону разрешено усыновление.
Одинокий гей или один партнер из пары может подать заявление, а однополая пара может подать совместное заявление на приемных детей. Кроме того, лесбийские пары имеют доступ к ЭКО и искусственному оплодотворению. В январе 2014 года министр юстиции и равноправия Алан Шаттер объявил, что к концу года правительство Ирландии примет законы о расширении прав опеки, попечительства и доступа небиологических родителей, состоящих в однополых отношениях, к детям и к детям, рождённых в результате суррогатного материнства и донорства спермы и яйцеклеток.
21 января 2015 года правительство объявило, что пересмотренный проект предоставит супружеским парам и парам, состоящим в гражданском партнерстве, полные права усыновления. Законопроект должен был стать законом до майского референдума об однополых браках. Закон был опубликован 19 февраля 2015 года, ратифицирован обеими палатами Парламента к 30 марта 2015 года и был подписан 6 апреля 2015 года, став Законом о детях и семейных отношениях 2015 года. Ключевые положения Закона (включая супругов, приемных родителей, гражданских партнеров и сожителей, которые могут подать заявление, чтобы стать опекунами ребёнка) вступили в силу 18 января 2016 года.
5 мая 2016 года Джеймс Рейли, министр по делам детей и молодежи, объявил, что правительство Ирландии одобрило публикацию нового закона об усыновлении. Законопроект внесёт поправки в Закон об усыновлении 2010 года и Закон о детях и семейных отношениях 2015 года и придаст законодательную силу Тридцать первой поправке к Конституции Ирландии (так называемый «детский референдум»). Цели законопроекта — разрешить усыновление детей их приемными опекунами, если они заботились о ребёнке не менее 18 месяцев, и позволить двум людям, независимо от семейного положения, усыновлять детей, тем самым предоставляя женатым однополым парам право усыновления. Законопроект также разрешает усыновление ребёнка гражданскими партнерами и парами сожителей и дает детям большее право голоса в процессе усыновления, среди многих других реформ системы усыновления. Законопроект был принят палатой представителей Ирландии 30 ноября 2016 года и получил одобрение Сената 13 июня 2017 года. Законопроект был подписан президентом Майклом Д. Хиггинсом 19 июля 2017 года, став «Поправкой к Закону 2017 года». Приказ о начале исполнения был подписан министром по делам детей и молодежи Кэтрин Заппоне 18 октября, и закон вступил в силу на следующий день.
В январе 2019 года министр по вопросам занятости и социальной защиты Регина Доэрти объявила, что правительство опубликовало законопроект, который внесёт поправки в Закон о регистрации актов гражданского состояния 2004 года и позволит лесбийским парам, у которых в клинике по лечению бесплодия в Ирландии были дети с помощью доноров, регистрироваться как их родители. Согласно изменениям, родители могут выбрать ярлыки «мать» и «отец» или вместо этого термин «родители», что означает, что небиологическая мать сможет законно зарегистрироваться в качестве сородителя. Этот законопроект был принят палатой представителей в марте 2019 года и Сенатом в мае 2019 года. Закон о регистрации актов гражданского состояния 2019 года был подписан президентом Майклом Д. Хиггинсом 23 мая 2019 года, в день четвёртой годовщины референдума об однополых браках. Закон вступил в силу немедленно. Этот закон не распространяется на ирландские лесбийские пары, у которых были дети с помощью доноров за границей или которые использовали взаимное ЭКО (когда одна мать вынашивает яйцеклетки, а другая мать вынашивает беременность; неродная мать фактически является биологической матерью). В этих двух случаях пара обычно должна завершить процесс усыновления. ЛГБТ-активистка Ранаэ фон Мединг воспитывает двух дочерей от своей жены Одри в результате взаимного ЭКО. Она лоббировала закон, который признал бы все семьи, независимо от того, как и где был зачат ребёнок. Фон Мединг создала петицию на Uplift.ie, которая по состоянию на начало сентября 2019 года получила более 22 000 подписей в поддержку. В ноябре 2019 года газета The Irish Independent сообщила, что клиника репродуктивной медицины в Дублине предлагает совместные услуги ЭКО лесбийским парам.
В марте 2021 года однополая пара из графства Корк была первой, кто был признан родителями в свидетельстве о рождении своего ребёнка в Ирландии — несмотря на то, что закон, официально принятый и введенный в действие чуть более 5 лет назад, сопровождался бюрократизмом.

## Защита от дискриминации
Дискриминация по признаку сексуальной ориентации запрещена Законом о равенстве в сфере занятости 1998 года и Законом о равном статусе 2000 года. Эти законы запрещают дискриминацию в любой из следующих областей: сфера занятости, профессиональное обучение, реклама, коллективные договоры, предоставление товаров и услуг и другие общедоступные возможности. Кроме того, хотя гендерная идентичность прямо не включена в эти два закона, она интерпретируется как подпадающая под категорию пола и инвалидности.
Некоторые предусмотренные меры защиты остаются неравными. Как указано на странице 26 в «Review, the Journal of the Public Service Executive Union, July/August 2014», раздел 81E (5) Закона о пенсиях 1990 года запрещает пенсионерам, вышедшим на пенсию более чем за год до принятия Закона о гражданском партнерстве 2010 года, обжалование отказа в выплате пенсии по случаю потери кормильца их гражданскому партнеру.
Несмотря на принятие Поправки о равенстве в браке, министр труда по государственным расходам и реформам Брендан Хоулин сказал палате представителей, что он не позволит, например, гею, который предпочел не давать (бессмысленное) пенсионное пособие его жене в 1984 году, право на предоставление пенсионного пособия своему мужу в 2015 году при первой возможности, когда он мог бы сделать. Так бы и было, даже если бы гей платил те же пенсионные взносы, что и его гетеросексуальный коллега. Это решение было осуждено в ведущей статье и статье общественного мнения в Irish Examiner 24 июня 2015 года как противоречащее духу референдума о браке, но остается правительственной политикой.
Закон о запрещении разжигания ненависти 1989 года запрещает разжигание ненависти на основе сексуальной ориентации. Наказания за нарушение этого закона — штраф в размере до 1000 фунтов стерлингов или тюремное заключение на срок до 6 месяцев или оба варианта за первое правонарушение, или при осуждении по обвинительному акту, штраф до 10000 фунтов стерлингов или тюремное заключение на срок до двух лет или оба наказания сразу. Закон определяет термин «ненависть» следующим образом:
«Ненависть» означает ненависть к группе лиц в государстве или где-либо еще по причине их расы, цвета кожи, национальности, религии, этнического или национального происхождения, принадлежности к путешествующему сообществу или сексуальной ориентации
3 июня 2015 года правительственный кабинет обсудил поправку к Закону о равенстве в сфере занятости 1998 года. Поправка удаляла положение из Закона, позволяющее религиозным школам увольнять учителей и сотрудников исключительно на основании их сексуальной ориентации и/или половой идентичности. 11 июля 2015 года законопроект был принят нижней палатой, а 9 августа 2015 года — верхней палатой. 16 августа 2015 года президент Ирландии подписал закон, и он сразу же вступил в силу.

## Военная служба
Лесбиянки, геи и бисексуалы могут открыто служить в Силах обороны Ирландии. Дискриминация по признаку сексуальной ориентации является незаконной.
Преград не было с 1993 года, когда мужская гомосексуальность была декриминализована в Ирландской Республике. С 1993 года произошли значительные изменения, призванные обеспечить отсутствие дискриминации в отношении государственной политики. В то же время, когда был введен равный возраст согласия для гетеросексуалов и гомосексуалистов, Силы обороны Ирландии объявили, что они будут относиться к гетеросексуальным и гомосексуальным солдатам одинаково. Взаимоотношения между старшими и младшими званиями будут по-прежнему запрещены, как это принято в большинстве вооруженных сил. Также не будет никаких преследований геев-офицеров и никаких допросов участников об их сексуальной ориентации. The Irish Independent писала в 1993 году, что:
В связи с этим начальник штаба сил обороны Ирландии генерал-лейтенант Ноэль Бергин сообщил Irish Independent во вторник, что готовится отчет о введении кодекса поведения, регулирующего межличностные отношения. Решение подготовить отчет последовало за недавним заявлением министра обороны Дэвида Эндрюса о том, что военные правила будут изменены с учетом любых реформ гражданского законодательства о гомосексуализме. Эндрюс считается членом либерального крыла партии Фианна Файл. Генерал-лейтенант Бергин отметил, что армия не спрашивает потенциальных новобранцев об их сексуальной ориентации и что в прошлом у них было мало проблем в этой области
Информация о сексуальной ориентации не запрашивается у кандидатов, желающих поступить на службу в Силы обороны. У Сил обороны есть кодекс межличностных отношений и руководящие принципы в отношении дискриминации.

## Права трансгендеров
19 октября 2007 года доктор Лидия Фой выиграла дело в Верховном суде, который постановил, что отказ ей в получении нового свидетельства о рождении с указанием её пола как женщины является нарушением её прав в соответствии с ЕКПЧ. Правительство обжаловало это решение, но в июне 2010 года отклонило апелляцию и заявило, что в будущем внесёт в законопроект. Новое правительство пришло к власти в феврале 2011 года, и после отчета консультативного комитета в июле 2011 года ответственный министр объявил, что правительство как можно скорее введет закон о признании гендерного равенства. К февралю 2013 года никаких законов принято не было, и Фой начала новое судебное разбирательство, добиваясь исполнения решения, вынесенного Верховным судом в 2007 году. В июне 2014 года был объявлен законопроект о признании гендерного равенства, а в сентябре 2014 года правительство заявило, что он будет опубликован к концу года. Законопроект был внесен 19 декабря 2014 года. 15 июля 2015 года Закон о признании пола 2015 года с существенными поправками был принят обеими палатами парламента, а 22 июля 2015 года президент Майкл Д. Хиггинс подписал этот закон. Закон допускает изменение пола по закону без необходимости медицинского вмешательства или оценки со стороны государства. Такое изменение возможно через самоопределение для любого лица в возрасте 18 лет и старше, проживающего в Ирландии и зарегистрированного в ирландских регистрах. Закон вступил в силу 8 сентября 2015 года.
29 ноября 2019 года министр по делам занятости и социальной защиты Регина Доэрти опубликовала отчет о пересмотре закона о признании пола 2015 года, в том числе рекомендации сделать юридическое признание пола доступным для 16-17-летних на основе самодекларации с согласия родителей.
В апреле 2019 года мероприятие Drag Storytime от Glitter Hole было отменено Советом округа Дун Лаогэр-Ратдаун, первоначально заявив, что оно «не соответствует возрасту», а позже заявило, что это произошло из-за высокого уровня гомофобного насилия в социальных сетях.

## Конверсионная терапия
Конверсионная терапия отрицательно влияет на жизнь ЛГБТ и может привести к заниженной самооценке, депрессии и суицидальным идеям.
В марте 2018 года сенатор Финтан Варфилд внес в Сенат Ирландии закон о запрете конверсионной терапии для ЛГБТ. Согласно предложенному законопроекту, лица, признанные виновными в проведении конверсионной терапии, могут быть оштрафованы на сумму до 10 000 евро и им грозит до года тюремного заключения. Законопроект не запрещает практики, которые оказывают помощь, принятие и понимание ЛГБТ-молодежи или людям, которые иным образом сомневаются в их сексуальности. Законодательство получило поддержку Ирландского совета психотерапевтов и многих политиков и законодателей. Некоторые политики далее описали конверсионную терапию как гомосексуальный эквивалент калечащих операций на женских половых органах.
Законопроект прошёл второе чтение в Сенате 2 мая 2018 года. Однако далее он не прошёл из-за роспуска Парламента в 2020 году.

## Половое воспитание
Текущие занятия по половому воспитанию в Ирландии были описаны многими учениками и учителями как «архаичные», «неадекватные» и «предвзятые», а также «в значительной степени основанные на религии», с сообщениями о унижении учениц-девственниц и о том, что проблемы ЛГБТ никогда не упоминаются. В апреле 2018 года Палата представителей Ирландии одобрила во втором чтении Закон об объективном половом воспитании 2018 года, который изменит классы полового воспитания в Ирландии. Новые классы будут охватывать такие вопросы, как сексуальное согласие, использование противозачаточных средств, аборты, проблемы ЛГБТ и сексуальность. Однако действие законодательства истекло с роспуском парламента в 2020 году.

## Здоровье и сдача крови
В январе 2017 года Ирландская служба переливания крови заменила пожизненный запрет на донорство от мужчин, имевших анальный или оральный секс с другим мужчиной, на 12-месячный запрет. Это последовало за интенсивной кампанией по этому вопросу со стороны активистов на протяжении ряда лет, включая судебный пересмотр политики в Верховном суде Ирландии.
27 июля 2015 года Томас Хенеган, 23-летний студент Лимерикского университета и журналист из Голуэя, начал судебный процесс в Верховном суде против постоянной отсрочки, наложенной на доноров-мужчин, практикующих секс с мужчинами. Он утверждал, что процесс анкетирования и собеседования, используемый ирландской службой переливания крови, не позволяет адекватно оценить риск передачи болезни, связанный с донорством. Он заявил, что это нарушает закон ЕС. Он сказал, что в обоих случаях не учитывается промежуток времени между последним сексуальным опытом донора и окончанием «периода окна», в течение которого инфекции иногда не обнаруживаются. Согласно рекомендациям, одобренным HSE, предыдущая сексуальная активность Хенегана не представляла риска заражения, и он сказал, что у службы нет доказательств, на основании которых она могла бы законно наложить пожизненный запрет на сдачу крови.
После нескольких отложений рассмотрения дела, чтобы позволить службе крови и Министерству здравоохранения изучить и разработать политику донорства, в конце июня 2016 года Ирландская служба переливания крови рекомендовала сократить пожизненный запрет для мужчин, практикующих секс с мужчинами, до 12-месячного запрета. Позже на той неделе министр здравоохранения Саймон Харрис согласился с рекомендациями и объявил, что сокращение будет иметь место. Однако изначально не сообщалось о сроках реализации новой политики.
26 июля 2016 года Хенеган отказался от иска в Верховном суде против службы, поскольку было объявлено об окончании пожизненной отсрочки доноров-мужчин, практикующих секс с мужчинами. Затем Хенеган написал о своем опыте оспаривания запрета в ряде национальных СМИ. Он также появился в шоу TV3 Ireland AM, чтобы рассказать о своем деле.
2 октября 2016 года было сообщено, что министр Харрис будет внедрять новую политику с 16 января 2017 года, почти через семь месяцев после того, как он объявил об изменении политики. 16 января 2017 года Хенеган (в возрасте 25 лет) посетил клинику по сдаче крови на улице Д’Олье в Дублине и стал первым мужчиной, имевшим половые контакты с другим мужчиной, который открыто сдал кровь в Республике Ирландия с тех пор, как впервые была введена политика отсрочки пожизненной сдачи крови, введеной в 1980-е годы. Однако он также раскритиковал новую политику отсрочки на 12 месяцев для мужчин, практикующих секс с мужчинами, и призвал министра здравоохранения Ирландии инициировать пересмотр срока и заменить 12-месячный период отсрочки для мужчин, практикующих секс с мужчинами, на отсутствие отсрочки или сокращения отсрочки для 3 месяцев для всех доноров после полового акта.
Ранее, в августе 2013 года, Хенеган утверждал, что Ирландская служба переливания крови дискриминировала его, несмотря на его утверждение, что у него никогда не было орального или анального секса с другим мужчиной.
20 мая 2019 года Хенеган (в возрасте 27 лет) инициировал новый иск в Верховный суд против общей отсрочки для мужчин, имевших оральный или анальный секс с другим мужчиной за предыдущий 12-месячный период. Хенеган утверждал, что анкета не позволяет службе переливания крови провести полную оценку уровня риска, представляемого отдельным донором из-за его сексуального поведения. Он также заявляет, что, согласно собственному веб-сайту службы переливания крови, после заражения существует период окна, в течение которого ВИЧ и гепатит могут не обнаруживаться в крови, и что это окно составляет семь дней для ВИЧ и 16 дней для гепатита. Он утверждал, что может быть наложено гораздо менее обременительное ограничение, чем отсрочка на 12 месяцев, которая защитит реципиентов крови. Он утверждает, что решение о «автоматической отсрочке» для него является незаконным и нарушает законы ЕС и правила европейского сообщества в отношении качества и безопасности продуктов человеческой крови, а также что эта политика является несоразмерной, дискриминирует гомосексуальных и бисексуальных мужчин и нарушает его конституционные права и права в соответствии с Европейской конвенцией о правах человека.

### Программа PrEP
В ноябре 2019 года Министерство здравоохранения учредило программу PrEP, которую участники кампании назвали «игровым изменением». Согласно правилам, те, кто посещает утвержденную службу и, как установлено, подвергаются значительному риску заражения ВИЧ и соответствуют клиническим критериям приемлемости, будут иметь право на бесплатную предэкспозиционную профилактику ВИЧ, отпускаемую через государственные аптеки. PrEP может значительно снизить риск инфицирования среди ВИЧ-отрицательных людей из группы высокого риска.

## Условия жизни

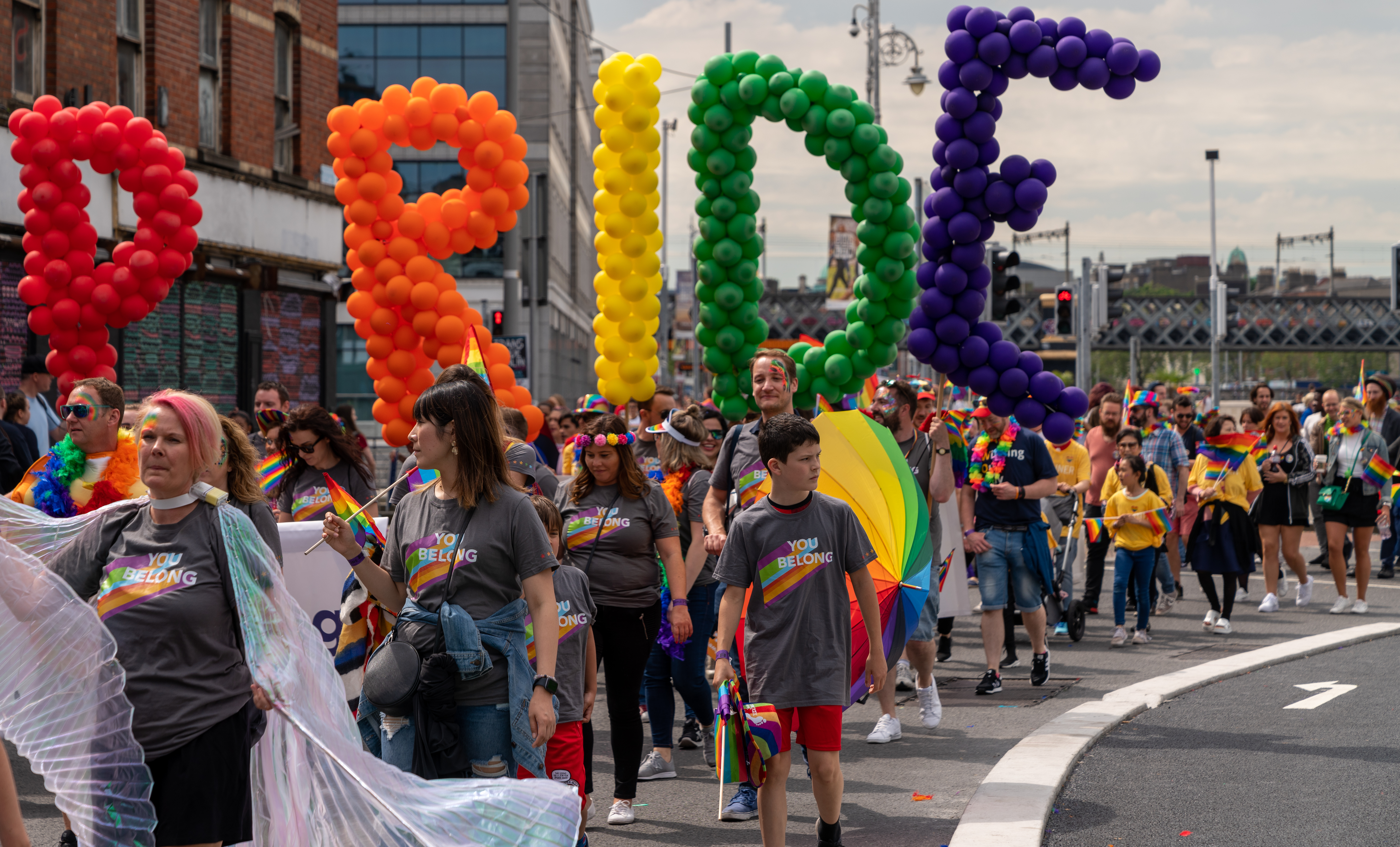
Dublin Pride 2019

Ирландия известна быстрым и радикальным изменением отношения и общественного мнения к ЛГБТ, гомосексуализму и однополым отношениям. Вплоть до 1970-х годов атмосфера для ЛГБТ отличалась высокой гомофобией и общественной антипатией (и до некоторой степени это все ещё имеет место в определённых контекстах сегодня, поскольку многие молодые люди среди ЛГБТ все ещё подвергаются издевательствам). ЛГБТ в основном либо молчали о своей ориентации, либо переезжали в Англию, либо совершали самоубийства. В 1970-х годах начали появляться небольшие группы ЛГБТ, которые стали политически организовываться. Среди них была Кампания за реформу законодательства о гомосексуализме, основанная Дэвидом Норрисом.

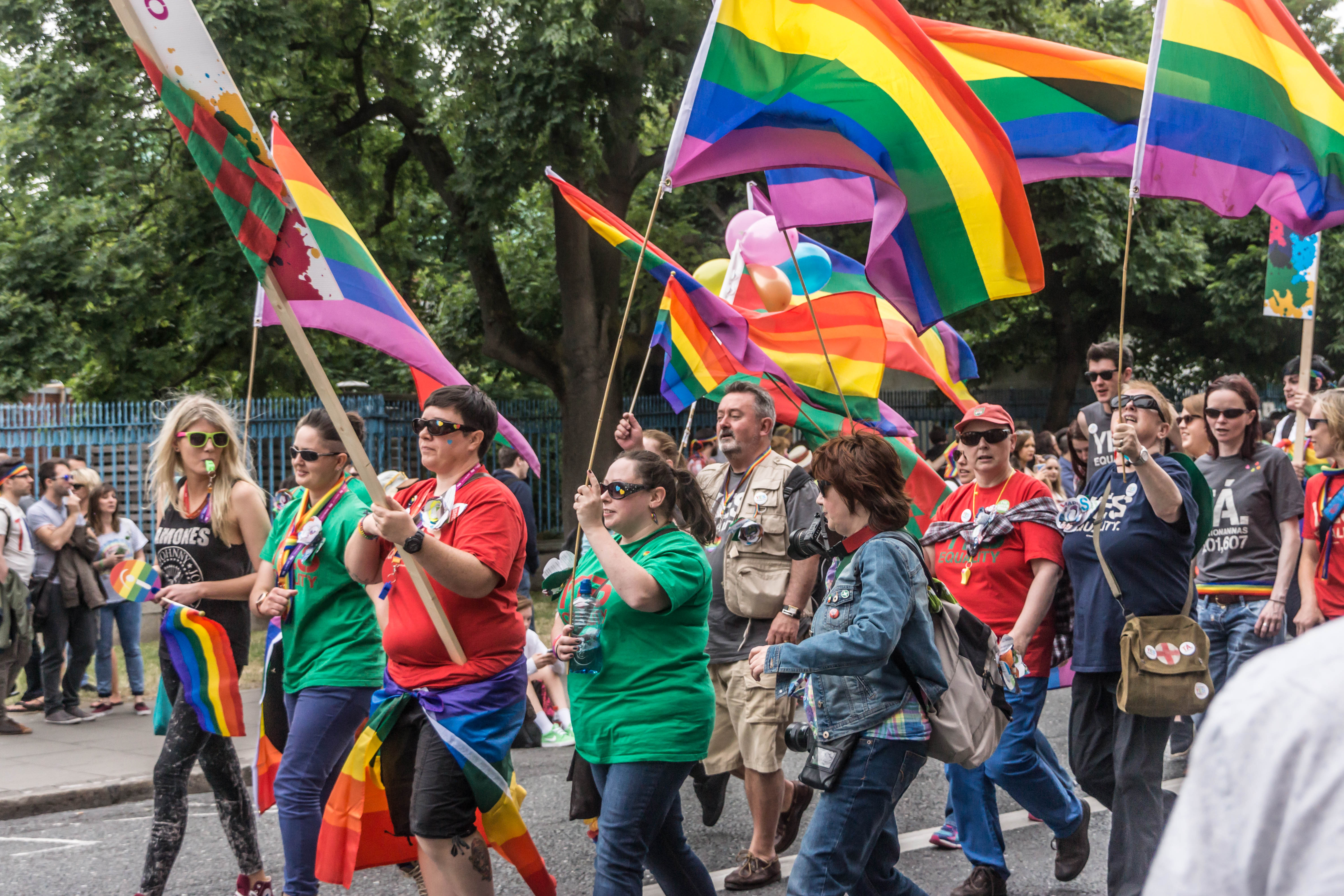
Участники парада Dublin Pride 2015

Смерть Деклана Флинна, тридцатилетнего гея, 10 сентября 1982 года привела к проведению первого в Ирландии публичного марша ЛГБТ, проведенного в парке Фэйрвью в Дублине. В последующие годы ЛГБТ-группы и активисты начали постепенно попадать в поле зрения общественности и повышать осведомленность о своей цели и движении. В 1993 году Ирландия официально декриминализовала гомосексуальность, что было отмечено как знаменательная победа групп ЛГБТ, которые подали иск в Европейский Союз. Суд по правам человека снял запрет.
К началу 2000-х отношение общества становилось все более приемлемым. Были приняты антидискриминационные законы, касающиеся сексуальной ориентации, гражданские партнерства были легализованы в 2011 году, предоставив однополым парам несколько юридических прав, а законы о переходном этапе трансгендеров были смягчены, что дало трансгендерам право изменять свой юридический пол в официальных документах. В мае 2015 года в ходе исторического голосования ирландцы проголосовали за легализацию однополых браков, став первой страной в мире, легализовавшей их путем публичного голосования. Социальные изменения в отношении ЛГБТ-сообщества объясняются, среди прочего, упадком католицизма в Ирландии, который ранее был «всемогущим» и оказал большое влияние как на общественную, так и на частную жизнь.
Опросы общественного мнения показали рост поддержки прав ЛГБТ и однополых браков. Согласно опросу 2012 года, 73 % ирландцев согласились с тем, что однополые браки должны быть легализованы. Евробарометр 2015 года показал, что 80 % ирландцев поддерживают однополые браки, а 15 % высказались против.
Многочисленные ЛГБТ-мероприятия и места проведения можно найти по всей Ирландии. Dublin Pride — это ежегодный парад гордости, который проводится в последнюю субботу июня в столице Дублине. Это крупнейшее публичное мероприятие ЛГБТ в Ирландии. В 2018 году на параде присутствовало около 60 000 человек. Среди других мероприятий — фестиваль гей-театра в Дублине, международный фестиваль фильмов о ЛГБТ GAZE в Дублине и фестиваль Mr.Gay Ireland. За пределами Дублина есть также видимые, хотя и меньшие по размеру, ЛГБТ-сцены в Корке, Голуэе, Лимерике и Уотерфорде. По всей Ирландии есть различные пабы, рестораны, клубы, бары и сауны для геев.
Евробарометр 2019 показал, что 83 % ирландцев считали, что геи и бисексуалы должны пользоваться теми же правами, что и гетеросексуалы, а 79 % поддерживали однополые браки.